# ISO 3166-2:VI

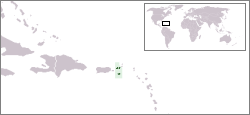
Localización de las Islas Vírgenes.

ISO 3166-2:VI es la entrada para las Islas Vírgenes de los Estados Unidos en ISO 3166-2, parte de los códigos de normalización ISO 3166 publicados por la Organización Internacional de Normalización (ISO), que define los códigos para los nombres de las principales subdivisiones (p.ej., provincias o estados) de todos los países codificados en ISO 3166-1.
En la actualidad, en la entrada para las Islas Vírgenes de los Estados Unidos no hay códigos definidos en la ISO 3166-2.
Las Islas Vírgenes de los Estados Unidos, un área insular de Estados Unidos , tienen oficialmente asignado el código VI para la ISO 3166-1 alfa-2. Además, tienen también asignado el código US-VI para la ISO 3166-2 bajo la entrada para los Estados Unidos.